# Ichneumon bicingulatus
Ichneumon bicingulatus är en stekelart som beskrevs av Franz Paula von Schrank 1837. Ichneumon bicingulatus ingår i släktet Ichneumon och familjen brokparasitsteklar. Inga underarter finns listade i Catalogue of Life.